# Belgavox
 (août 2022).
La banque d'images cinématographiques de Belgavox constitue une des plus importantes cinémathèques de Belgique, contenant quelque 5 000 kilomètres de pellicule 35 mm.
Une grande partie de la vie politique, culturelle, sportive ou quotidienne du XXe siècle se trouve fixée sur la pellicule de quelque 2 500 journaux.

## Histoire
En 1937, Georges Fannoy fonde la Société belge de distribution cinématographique (SBDC) et distribue dans les salles des films de longs métrages mais également les actualités françaises Éclair Journal. La société Belgavox fut fondée en 1945 pour répondre au besoin que ressentaient les Belges de posséder leurs propres canaux d’information.
Entre 1945 et 1994, les actualités cinématographiques Belgavox, diffusées dans les salles de cinéma belges, ont proposé au public un panorama national et international de l’actualité.
En 1956, Georges Fannoy fonde l’Association internationale de la presse filmée (INNA) réunissant l’ensemble des producteurs d’actualités filmées du monde entier. Belgavox a toujours exercé en son sein un rôle actif, ce qui a permis à la société d’échanger régulièrement des reportages provenant du monde entier avec les autres membres de l’association.
En 1955, Belgavidéo est créée pour assurer la programmation internationale des journaux télévisés belges de la RTB (maintenant RTBF) et la BRT (maintenant VRT).
Pierre Fannoy crée en 1965 la Télévision congolaise (RTNC) et Congovox, l’équivalent africain de Belgavox. Il est aussi l'inventeur de la télévision à la demande (1960). La VOD s'appelait alors la Sélévision. 
En 1985, avec l’aide de ses fils Philippe et Vincent il fournit à la télévision camerounaise naissante (la CRTV-Télé) les équipes nécessaires à la production de ses programmes.
L’avènement de la télévision et son rôle croissant en tant qu’instrument d’information ont amené Belgavox à changer la formule de ses actualités : les actualités diffusées dans les salles de cinéma ont été progressivement remplacées par des magazines.
Belgavox se consacre notamment à la réalisation de programmes de type émission thématique et film documentaire et est active dans la recherche pour l'amélioration de la gestion des archives tant d'un point de vue support que d'un point de vue sémantique.